# Peeto
Peeto rodmani es una especie de araña araneomorfa de la familia Gallieniellidae. Es la única especie del género monotípico Peeto.  

## Distribución
Es originaria de Australia, donde se encuentra en Queensland .